# Medal of Honor: Allied Assault
Medal of Honor: Allied Assault é um jogo eletrônico de tiro em primeira pessoa de 2002 desenvolvido pela 2015, Inc. Foi publicado pela Electronic Arts e lançado para Microsoft Windows em 22 de janeiro de 2002 na América do Norte e em 15 de fevereiro de 2002 na Europa. É o terceiro título da série Medal of Honor e o primeiro lançado exclusivamente para PC.
A história segue um agente do OSS, Tenente Mike Powell, enquanto ele luta contra as forças da Alemanha Nazista no Norte da África e na Europa Ocidental.
O jogo teve duas expansões, Medal of Honor: Spearhead e Medal of Honor: Breakthrough.
A Aspyr publicou a versão para Mac OS X lançada em agosto de 2002. Uma versão para Linux foi lançada em 2004.

## Jogabilidade
Em Allied Assault, o jogador assume o papel do Tenente Mike Powell, dos Rangers do Exército dos Estados Unidos, que trabalha para o Escritório de Serviços Estratégicos (OSS). As missões para um jogador incluem atacar bases alemãs em Argel e na Noruega, invadir a Praia de Omaha no Dia D e resgatar aliados atrás das linhas inimigas na França ocupada. Os níveis do jogo são frequentemente comparados ao filme de 1998 de Steven Spielberg, Saving Private Ryan; muitos dos níveis são citações diretas do cenário (ou mesmo sequências completas como na missão em Omaha Beach) do filme. A missão da Praia de Omaha foi recriada em Medal of Honor: Frontline para os consoles.

## Sinopse
O jogo narra as façanhas do tenente do Exército dos EUA Mike Powell, um Ranger (soldado integrante do grupo tático de elite do exército norte-americano) e agente da OSS (Escritório de Serviços Estratégicos, agência de inteligência norte-americana durante a Segunda Guerra Mundial). Tenente Powell participa de seis missões em importantes operações nos teatros do Norte da África e Europa Ocidental completando múltiplos objetivos em cada missão. O Coronel Stanley Hargrove, comandante de Powell, o instrui sobre a missão e eventualmente envia comunicados e informações importantes enquanto Powell está em campo. Ao longo do enredo, Powell será frequentemente ajudado por forças aliadas, porém, a maior parte do tempo ele está sozinho se infiltrando em bases inimigas alemãs, seguindo a premissa de "lobo solitário" dos jogos anteriores da série.

### Enredo
A primeira missão de Mike Powell ocorre em 7 e 8 de novembro de 1942 durante a campanha Aliada no Norte da África na Operação Tocha, ofensiva que propunha expulsar as tropas do Eixo do Norte da África intensificando o controle Aliado sobre o Mar Mediterrâneo. O primeiro passo era tomar pontos-chave ao longo da costa norte-africana. Powell com a ajuda de um pequeno grupo de Rangers, tem a missão de tomar uma pequena aldeia ocupada pelos alemães perto de Arzew e destruir baterias de artilharia dirigidas para costa, abrindo as praias para mais tarde, o desembarque das tropas. É sabido também que o agente da OSS infiltrado Major Jack Grillo foi capturado e deve ser resgatado antes que informações importantes sejam reveladas. O grupo de Rangers sofre muitas baixas e é forçado a prosseguir pela cidade debaixo de fogo inimigo intenso até ser parado por uma emboscada inimiga. Powell como único sobrevivente deve continuar avançando por dentro da vila ocupada até encontrar o agente capturado e cumprir os objetivos da missão. Após libertar o Major Jack Grillo da prisão, Powell ganha um aliado e segue sabotando as defesas da cidade, enquanto Jack procura um transporte para a fuga. Powell destrói dois caminhões, cinco tanques, e dois canhões de 88 mm voltados para praia, cumprindo mais um objetivo da missão. Major Grillo encontra um jipe equipado com uma metralhadora MG42. Próximo a cidade existe uma pista de pouso usada pelos alemães, Jack e Powell seguem armados com o jipe e destroem vários aviões, eles se separam novamente e Powell segue para um farol, onde envia um sinal chamando atenção das últimas forças alemãs na área e sinalizando que a costa esta desprotegida. Em seguida, Jack e Powell, fogem em um caminhão de suprimentos alemão.
Em 14 de fevereiro de 1943, Powell está em Trondheim, Noruega. Sua missão é se infiltrar em uma base da Kriegsmarine alemã localizada na cidade, com a ajuda do comandante Grillo já infiltrado, e da resistência norueguesa. Os objetivos são destruir um protótipo de detector de sinais de radar chamado Naxos, um dispositivo alemão que poderia perigosamente minar a vitória aliada na Batalha do Atlântico, e roubar alguns documentos e planos secretos para sabotar o submarino alemão U-529. Grillo ajuda Powell até o momento em que é identificado como espião e morto por guardas alemães. Powell fica por conta própria e terá que obter uniforme, documentação alemã e usar o silenciador para entrar no complexo e atingir seus objetivos sem ser detectado. Esta é uma das duas missões em que Powell deve passar incógnito, disfarçado de oficial alemão, para entrar no submarino alemão, sabotar e fugir.
Na próxima campanha, Powell recebe a carta de convocação para a Invasão da Normandia pelas Forças Aliadas como parte da Operação Overlord, com o objetivo de libertar a França ocupada. Ele é transferido para o 2º Batalhão de Rangers designados para apoiar a 29ª Divisão de Infantaria na Praia de Omaha (uma das cinco praias destinadas para a invasão dos Aliados). Em 6 de junho de 1944 durante a Operação Netuno, Powell e seu esquadrão desembarcam no setor Charlie. Ele milagrosamente sobrevive a decida da rampa de sua embarcação a qual muitos soldados são alvejados e mortos na saída. Ele luta pela praia para chegar ao paredão, ajudando tropas aliadas sob intenso fogo inimigo. Após limpar os obstáculos da praia e chegar ao paredão, o Capitão instrui Powell e outros soldados à limpar os bunkers que protegem a praia. Powell limpa o bunker e garante uma saída fora da praia para o interior. Na próxima parte da missão em 7 de junho, Powell ainda está em combate pelas sebes e bocages da Normandia. Ele está sob o comando do Capitão Ramsey dos Rangers e com a ajuda do oficial, Powell deve encontrar e proteger paraquedistas da 101ª Divisão Aerotransportada que saltaram na Normandia, e ajudá-los a tomar uma bateria de lançadores de foguete Nebelwerfer localizada entre Isigny e Carentan.
Em 22 de junho de 1944, Powell volta a ação como um agente da OSS solitário. Ele vai atrás das linhas inimigas para coletar informações sobre as estratégias de movimentação das tropas alemãs na Normandia e investigar rumores sobre um novo protótipo de tanque alemão chamado Tiger II ou King Tiger. Powell precisa primeiro salvar um piloto de reconhecimento e escoltá-lo para um abrigo seguro mantido pela resistência francesa. No abrigo, ele deve encontrar Manon Batiste (personagem protagonista de Medal of Honor: Underground lançado em 2000), também agente da OSS que passará a localização exata dos documentos que Powell deve coletar e também fornecerá transporte até lá. Powell agora deve se infiltrar em um posto de comando alemão instalado em uma mansão e reunir várias informações e documentos referentes à missão. Este é um dos poucos pontos de jogabilidade não-linear de Medal of Honor: Allied Assault, onde os objectivos podem ser alcançados em qualquer ordem.
Em 20 de agosto de 1944, com os Aliados crescendo rapidamente o domínio sobre o território francês, a cidade de Brest, na Bretanha, torna-se um ponto estratégico crucial para o avanço aliado, o segundo porto mais importante da França está na cidade. Com as informações recolhidas na última missão, um grupo treinado especialmente para pilotar o King Tiger é escolhida por Hargrove para rouba-lo e trazê-lo para Brest, fora das linhas inimigas para ser estudado. Powell e sua equipe deve atravessar as ruas escuras de uma vila cercada de snipers alemães espalhados por torres, telhados e janelas escuras até encontrar o tanque, o episódio é conhecido como Sniper Town (cidade do atirador). Depois de capturar o tanque, seus tripulantes devem chegar em Brest com o tanque ainda utilizável, até lá o grupo deve enfrentar uma série de adversários alemães, incluindo tanques Tiger, infantaria armada com lança-foguetes Panzerschreck, canhões de 88 mm, e metralhadoras MG42. Chegando a cidade, Powell deve encontrar um ponto alto onde pode proteger o tanque capturado e a ponte que conduz ao centro da cidade. Ocupando a posição de sniper com um rifle de longo alcance, Powell pode derrubar qualquer inimigo que tente explodir a ponte e caso haja tanques inimigos, está disponível um rádio para pedir suporte aéreo.
Em 18 de janeiro de 1945, Schmerzen (dor, em alemão) é um forte que foi convertido em uma grande instalação nazista para diversos fins, dois deles é servir de unidade de produção de gás mostarda e campos de extermínio. No primeiro Medal of Honor, o tenente James Patterson poucos meses antes (novembro de 1944) destruiu parte das instalações, mas pouco tempo depois, a instalação foi reativada sob comando do Coronel Muller. Após vários ataques estratégicos sobre o Forte, Powell e um grupo de rangers infiltram-se na fábrica, plantam explosivos e sabotam o sistema de gás do Forte. Powell segue sozinho para a área subterrânea do forte equipado com uma máscara de gás e após muita resistência inimiga, consegue chegar no núcleo de produção de gás. Powell deve destruir o sistema de distribuição de gás consequentemente liberando-o por toda área subterrânea, enquanto isso os outros rangers sabotam o resto da base e libertam os prisioneiros, todas as ações culminam no colapso do forte e todos são forçados a escapar rapidamente antes de tudo explodir.

## Multiplayer
Medal of Honor: Allied Assault também apresenta um modo multiplayer onde é possível jogar até 64 jogadores ao mesmo tempo e oferece modos de jogo com objetivos diversos.
Modos de jogo padrão.
- Free for All - Um clássico Deathmatch, onde cada jogador luta cada um por si.
- Team Deathmatch - Onde equipe de Aliados enfrenta uma equipe do Eixo, quem tiver mais mortes vence.
- Round Based - O mesmo que o Team Deathmatch, mas os jogadores não voltam ao jogo depois de serem mortos. A equipe que tiver o último homem de pé ganha a rodada.
- Objective - Aliados ou Nazistas devem plantar uma ou mais bombas em um determinado local e o outro time deve impedir.

Modos de jogo modificados.
- Freeze Tag - Uma modificação popular. Assim como Team Deathmatch, exceto que uma vez o jogador morto deve esperar no lugar em que morreu até que um dos seus colegas de equipe ainda vivo toque nele e o desparalize.
- Freeze Tag Objective - Modificação semelhante a do objetivo que você deve explodir/defender os alvos exceto que uma vez o jogador morto deve esperar no lugar em que morreu até que um dos seus colegas de equipe ainda vivo toque nele e o desparalize.
- Demolition - Cada lado tem de impedir que seja bombardeado pelo lado oposto, (semelhante ao modo Objective) mas é jogado em mapas de Deathmatch.
- Capture The Flag - As equipes têm de roubar a bandeira do lado oposto e trazê-la à sua base.
- Basebuilder - Jogadores gastam alguns minutos colocando objetos como caixas em um certo mapa e depois jogam esse mapa.
- Assassination - Um jogador é escolhido aleatoriamente para ser o "protegido", sua equipe deve escolta-lo a um ponto de extração, enquanto o outro tenta eliminá-lo.
- Survival Horror - Um dos jogadores escolhidos aleatoriamente se torna o assassino, que joga sozinho, é invisível (aparece apenas em curtos períodos quando ataca, brilhando em vermelho). É equipado com uma pistola silenciosa dando-lhe uma vantagem tática, apesar de estar em menor número, enquanto todo o resto dos jogadores tentam manter-se vivos e caçando o assassino. Depois que ele está morto (ou o seu tempo da rodada termina), um assassino novo é escolhido.
- Sniper-Only - Clássico Deathmatch, onde cada jogador luta cada um por si mas só com rifles de longo alcance.
- Team Deathmatch Sniper-Only - Equipe contra equipe apenas com rifles de longo alcance.
- Airborne - Equipe contra equipe sendo que todo jogador do time Aliado que é morto, volta ao jogo tendo de pular de um avião C47, podendo cair em qualquer ponto do mapa de acordo com o manejo do paraquedas.

## Música
A música para Medal of Honor: Allied Assault foi composta pelo premiado Michael Giacchino. A trilha sonora oficial foi lançada em 30 de agosto de 2005, no iTunes e Amazon. A trilha sonora é composta por 5 faixas. Além disso, Allied Assault reutilizou várias trilhas sonoras de Medal of Honor e Medal of Honor: Underground, que também foram compostas por Giacchino. Para os pacotes de expansão, as faixas musicais de Medal of Honor: Frontline também foram reutilizadas.
| Medal of Honor: Allied Assault (EA Games Soundtrack) (Digital Release) (17:36) |                                               |         |  |
| N.º                                                                            | Título                                        | Duração |  |
| 1.                                                                             | "Medal of Honor: Allied Assault (Main Theme)" | 4:04    |  |
| 2.                                                                             | "North Africa"                                | 3:19    |  |
| 3.                                                                             | "Schmerzen"                                   | 3:37    |  |
| 4.                                                                             | "Sniper Town"                                 | 3:20    |  |
| 5.                                                                             | "Tiger Tank"                                  | 3:23    |  |

## Desenvolvimento
Medal of Honor: Allied Assault contou com uma equipe de 22 desenvolvedores.

## Pacotes de expansão

### Spearhead
O primeiro pacote de expansão para Medal of Honor: Allied Assault. Ele reencena três grandes batalhas do teatro europeu através dos olhos do sargento Jack Barnes, um paraquedista do 501º Regimento de Infantaria Paraquedista da 101.ª Divisão Aerotransportada. Barnes pousa atrás das linhas inimigas no Dia D na Normandia, mantém a linha perto de Bastogne nas Ardenas durante a Batalha do Bulge e se infiltra em Berlim antes que o Exército Vermelho comece seu ataque. A expansão tem várias novas armas adicionadas ao arsenal do jogador em Spearhead, incluindo a russa PPSh-41 e a britânica Lee-Enfield.
Spearhead recebeu um prêmio de vendas "Silver" da Entertainment and Leisure Software Publishers Association (ELSPA), indicando vendas de pelo menos 100.000 cópias no Reino Unido. Foi nomeado para o prêmio anual de "Melhor Pacote de Expansão para PC" da GameSpot.

### Breakthrough
Breakthrough, o segundo pacote de expansão para Medal of Honor: Allied Assault, coloca o jogador no papel de sargento John Baker da 34ª Divisão de Infantaria dos Estados Unidos. A campanha cobre a Batalha do Passo Kasserine, a queda de Bizerte, a invasão aliada da Sicília em 1943, a sangrenta Batalha de Monte Cassino, seguida pelos desembarques anfíbios e defesa da cabeça de ponte em Anzio, Itália (Operação Shingle) e a batalha de Monte Battaglia em setembro de 1944. Acrescenta as armas de Spearhead e algumas armas italianas como a submetralhadora MAB 38, bem como as armas britânicas mais recentes, como a Carabina De Lisle e a arma antitanque PIAT.

## Recepção
Nos Estados Unidos, Medal of Honor: Allied Assault vendeu 900.000 cópias e arrecadou $34,2 milhões em agosto de 2006, após seu lançamento em janeiro de 2002. Foi o nono jogo de computador mais vendido do país entre janeiro de 2000 e agosto de 2006. As vendas combinadas de todos os jogos Medal of Honor de computador lançados entre janeiro de 2000 e agosto de 2006, incluindo Allied Assault, atingiram 10,9 milhão de unidades nos Estados Unidos até a última data. Ele recebeu um prêmio de vendas "Gold" da Entertainment and Leisure Software Publishers Association (ELSPA), indicando vendas de pelo menos 200.000 cópias no Reino Unido. O seu lançamento Warchest que incluía suas duas expansões ganhou o prêmio "Silver" da ELSPA, indicando vendas de pelo menos 100.000 cópias no Reino Unido.
Medal of Honor: Allied Assault foi lançado com aclamação universal. Recebeu uma pontuação de 91,05% no GameRankings e 91/100 no Metacritic.
Allied Assault ganhou os prêmios de "Melhor Jogo de Ação de 2002" da PC Gamer US e de "Jogo de Ação do Ano" da Computer Gaming World. Os editores da última revista o aclamaram como "o melhor jogo de tiro para um jogador desde Half-Life". Ele também ganhou o prêmio anual de "Melhor Som no PC" da GameSpot e foi indicado nas categorias "Melhor Jogo de Ação para um Jogador no PC" e "Melhor Jogo de Ação Multijogador no PC".
Medal of Honor: Allied Assault foi o primeiro jogo para PC nos Estados Unidos a ser vendido em novos pacotes de tamanho padrão recomendados pela IDSA, já padronizados em videogames de console e embalagens de DVD.

### Site da comunidade
- Medal of Honor Files